# Stofexplosie

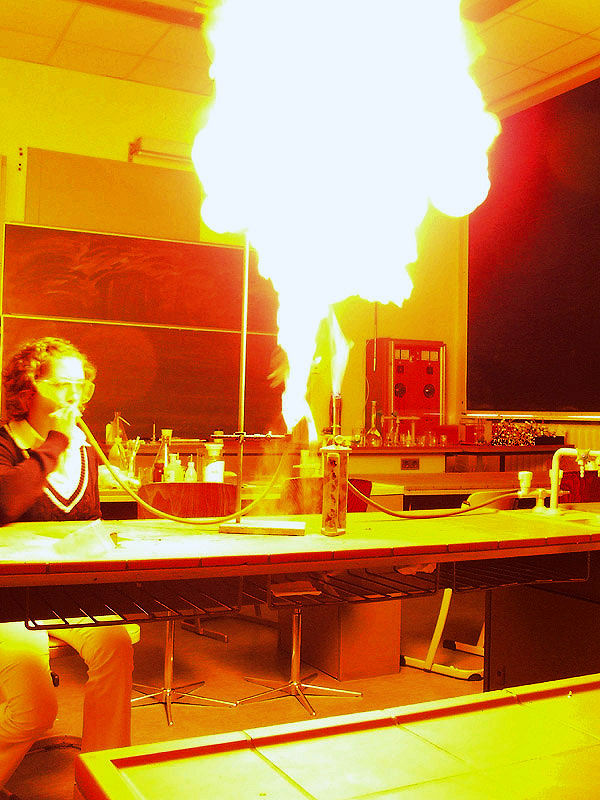
Stofexplosie

Een stofexplosie is een explosieve verbranding van stof, met zuurstof uit de lucht. Wanneer stof en lucht in een bepaalde verhouding aanwezig zijn en er een ontstekingsbron aanwezig is, bijvoorbeeld in de vorm van een statische ontlading of broei in een laag stof, kan een explosie plaatsvinden.
Stofexplosies kunnen voorkomen in een laadruim van een schip of in meel- of suikersilo's. 
Ook in fabrieken is het fenomeen stofexplosies onder de aandacht gekomen door het opnemen van de ATEX 153-richtlijn in de Arbowet.
Deze richtlijn is van toepassing op werkplekken waar een potentieel explosieve omgeving heerst. Het verplicht de werkgever een veilige werkplek voor het personeel te creëren.
Eigenlijk zijn alle niet-geoxideerde stoffen gevoelig voor oxidatie, en daarmee brandbaar. Daarom dienen fabrieken met productie van meel, diervoeders, melkpoeder, houtstof, metaalpoeders enzovoorts na te gaan of de voorwaarden voor het ontstaan van een stofexplosie aanwezig kunnen zijn. Onder zulke omstandigheden past men vaak cyclonen toe en worden de elektrische installaties explosieveilig ontworpen.

## Primaire en secundaire stofexplosies
Een stofexplosie lijkt op een gasexplosie, maar is vaak veel krachtiger. Dit heeft in het bijzonder te maken met het optreden van 'secundaire' (vervolgens optredende, verdere) stofexplosies.
Wanneer in een fabrieksomgeving onopgemerkt stof ligt te broeien en een deur opengaat, ontstaat er een luchtstroom door de ruimte. Het stof dwarrelt hierdoor op, waarna er een stofwolk in een explosieve verhouding kan ontstaan. De 'onschuldige' broei komt vrij te liggen en ontsteekt de stofwolk, waarna een zogenaamde primaire stofexplosie ontstaat.
De primaire, veelal wat lichtere, stofexplosie wervelt ander stof op tot een nieuwe, explosieve stofwolk. Het gevolg is een kettingreactie waarbij de opvolgende secundaire stofexplosies meestal veel zwaarder zijn dan de primaire stofexplosie. De secundaire stofexplosies kunnen zo met hoge snelheid door een heel gebouw razen. De desastreuze gevolgen hiervan zijn vaak te zien bij bedrijven waar overal stof ligt, zoals op- en overslagbedrijven van meel en granen.

## Beveiliging tegen stofexplosies
In tegenstelling tot de explosiebeveiliging in een gashoudende omgeving dient er bij stof rekening gehouden te worden met het feit dat:
- stof niet vervliegt maar zich in een steeds dikker wordende laag afzet;
- stofexplosiebeveiliging heel sterk afhangt van de gebruiksomstandigheden.

Een ontsteekbare gasomgeving kan door krachtig ventileren zo ver verdund worden dat er geen explosiegevaar meer bestaat. Gebruikt men eenzelfde proces bij stofafzettingen, dan worden deze zo opgewaaid en verdeeld dat hierdoor weer een extra gevarenbron ontstaat. De stoflagen bemoeilijken de koeling van apparatuur en vormen zodoende een extra risico. Dat betekent dat het bij stofexplosiebeveiliging beslist noodzakelijk is de betreffende apparaten regelmatig te reinigen.